# Benedetta Tagliabue
Benedetta Tagliabue   (Milà, 24 de juny de 1963) és una arquitecta italiana establerta a Catalunya, cap de l'estudi EMBT.

## Biografia
Va néixer el 1963 a Milà. Estudià arquitectura a l'Istituto Universitario d'Architettura di Venezia (IUAV), on es graduà el 1989. Amplià els seus estudis a Nova York, però just en finalitzar la seva tesi doctoral l'any 1989 es traslladà a Barcelona, L'any 1991 començà a col·laborar amb Enric Miralles, la seva parella sentimental, amb qui s'associà més tard per a formar l'estudi Enric Miralles-Benedetta Tagliabue (EMBT).
Al costat d'Enric Miralles ha realitzat projectes tant a Catalunya com arreu del món, fent una especial menció a la construcció de l'Edifici del Parlament d'Escòcia (1998-2004), que guanyaren en un concurs internacional. Després de la mort inesperada de Miralles l'any 2000, Benedetta Tagliabue prengué la direcció de l'estudi, continuant amb els projectes que ambdós estaven construint: l'Escola de Música d'Hamburg (1997-2000), l'ampliació i restauració de l'Ajuntament d'Utrecht (2000), el Parc Diagonal Mar a Barcelona (2002), el Campus Universitari de Vigo (2003), el nou Edifici del Parlament d'Escòcia (1998-2004), el Mercat de Santa Caterina (1996-2005) i l'edifici de Gas Natural (1999-2006).

## Premis i reconeixements
Fou guardonada amb el Premi Nacional de Patrimoni Cultural concedit per la Generalitat de Catalunya pel mercat de Santa Caterina l'any 2001. L'any 2005 fou guardonada a la Bienal d'Arquitectura Espanyola, amb el Premio Manuel de la Dehesa pel seu projecte del Parlament d'Escòcia 2004 i el mateix any guanyà el prestigiós RIBA Stirling Prize britànic - Millor Edifici del 2005 per l'Edifici del Parlament d'Escòcia. El 2009 va rebre el Premi Ciutat de Barcelona en la categoria de projecció Internacional pel Pavelló d'Espanya de l'Exposició Universal Shanghai 2010. El 2013 va entrar a formar part del Consell Assessor de l'Arts Santa Mònica.
Va ser guardonada amb la Creu de Sant Jordi l'any 2019.
El 2025 fou inclosa a la llista Forbes de les 100 dones més influents de Catalunya.

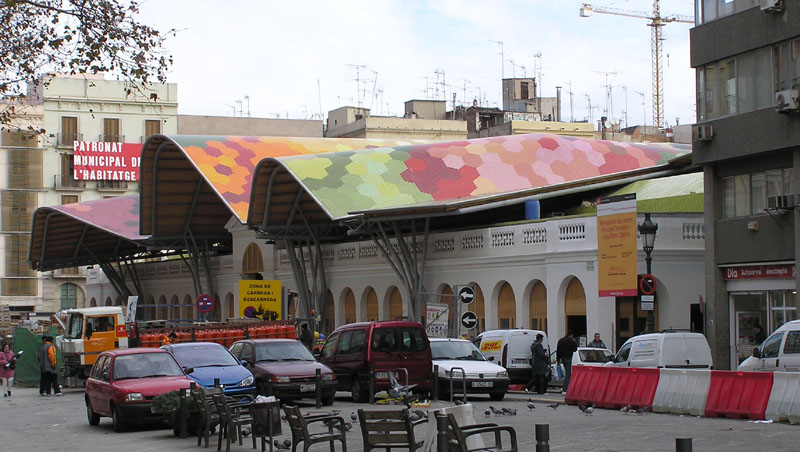
Mercat de Santa Caterina a Barcelona

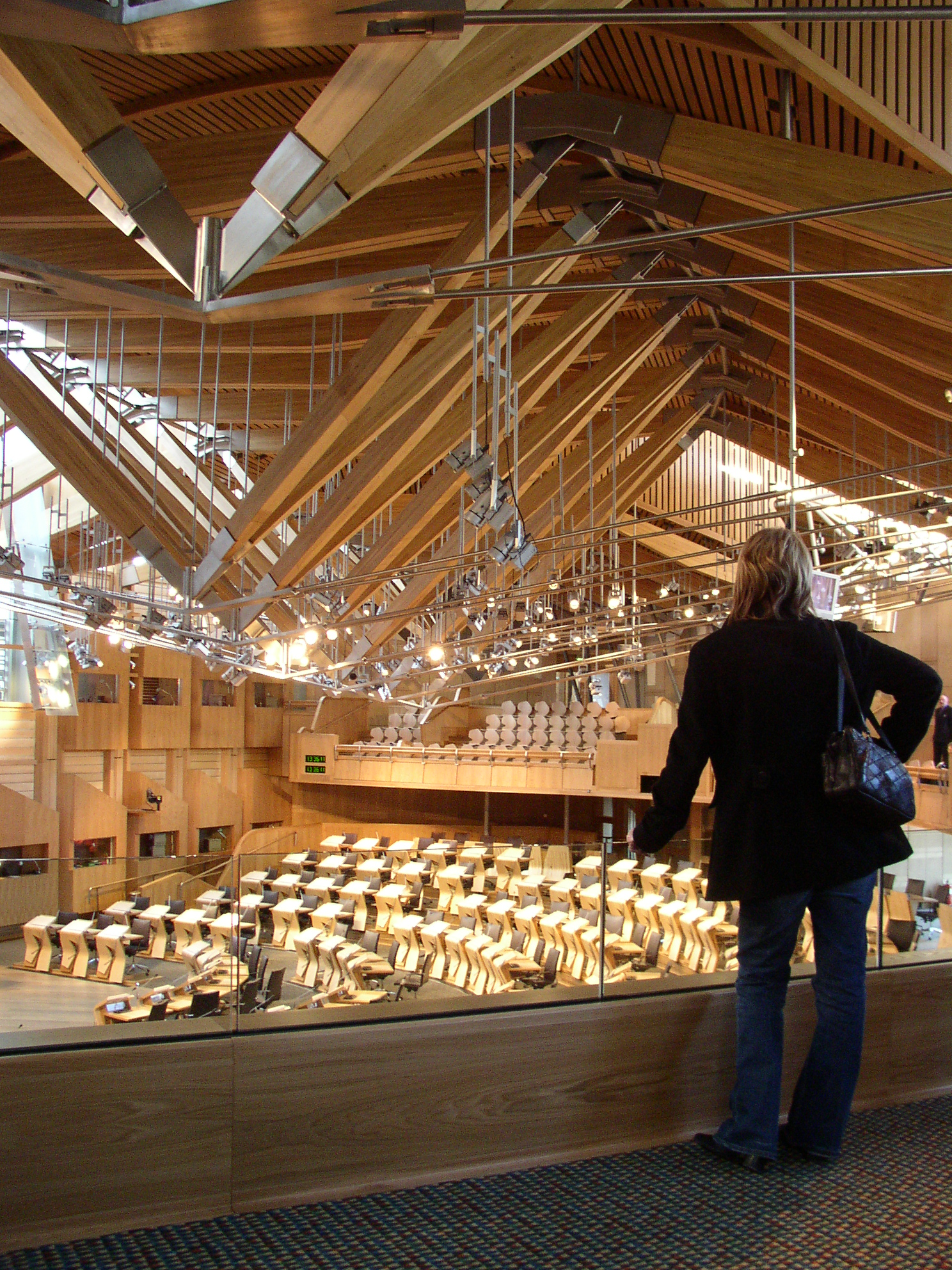
Edifici del Parlament d'Escòcia a Edimburg

## Selecció d'obres
- 1996-1999: Sis Habitatges a Borneo (Amsterdam)
- 1999-2001: Parc dels colors (Mollet del Vallès)
- 1997-2002: Parc Diagonal Mar (Barcelona)
- 1997-2000: Rehabilitació de l'Ajuntament d'Utrecht (Països Baixos)
- 1997-2005: Mercat de Santa Caterina (Barcelona)
- 1998-2000: Escola de Música a (Hamburg, Alemanya)
- 1999-2000: Escenografia per a l'ópera Don Quijote, Teatre Liceu, Barcelona
- 1998-2004: Edifici del Parlament d'Escòcia (Edimburg)
- 1999-2003: Campus de la Universitat de Vigo
- 1999-2006: Edifici de Gas Natural (Barcelona)
- 1997-2007: Biblioteca Pública Enric Miralles (Palafolls)
- 2002-2007: Marco Polo Platz, Hafencity Hamburg, Alemanya
- 2003-2007: Conjunt de 48 Habitatges de Protecció oficial (Figueres)